# 克魯什尼夫卡
48°29′8″N 29°35′8″E / 48.48556°N 29.58556°E
克魯什尼夫卡（羅馬化：Krushynivka）是烏克蘭的村落，位於該國西南部文尼察州，由海辛區負責管轄，始建於1600年，面積23.2平方公里，海拔高度153米，2001年人口1,202，人口密度每平方公里51.81人。